# NCP
NCP é sigla de network control protocol, primeiro protocolo servidor a servidor da ARPANET. Ele foi criado em dezembro de 1971, pelo Network Working Group (NWG).
Este protocolo foi usado no ENIAC.